# Swift Vets and POWs for Truth
Swift Vets and POWs for Truth är en amerikansk organisation för Swift-båtsveteraner från Vietnamkriget. Organisationen bildades i samband med presidentvalet i USA 2004 med syfte att kritisera och motverka kandidaten och krigsveteranen John Kerry.